# Never Forget (Take-That-Lied)
Never Forget ist ein Lied der britischen Popband Take That aus dem Jahr 1995. Es wurde von Gary Barlow geschrieben und am 24. Juli 1995 als dritte Single des dritten Studioalbums Nobody Else ausgekoppelt.

## Hintergrund
Never Forget wurde von Gary Barlow geschrieben und von der als Produktionsteam fungierenden Musikgruppe Brothers in Rhythm gemeinsam mit Dave James produziert. Es erschien im Juli 1995 über die Label RCA und BMG als Single. Es handelt sich um einen Midtempo-Popsong, bei dem Howard Donald überwiegend den Leadgesang übernimmt. Im ruhigen Intro ist ein Kinderchor zu hören, der auch im Outro wieder eingeblendet wird. Robbie Williams hat eine Solopassage in der Mitte des Liedes, wie auch vor dem letzten Refrain. Im Songtext geht es darum, niemals zu vergessen, wo man herkommt.

## Musikvideo
Auch ein Musikvideo wurde zu dem Song gedreht. Regie führte David Amphlett. Darin sind die Bandmitglieder als Kinder zu sehen, dann Eindrücke von Tourneen. Auch ist neben TV-Auftritten zu sehen, wie die Gruppe Prinz Charles trifft. Bis Oktober 2022 wurde es bei YouTube über zehn Millionen Mal abgerufen.

## Rezeption
In den Bravo-Jahrescharts 1995 erreichte Never Forget mit 429 Punkten den zweiten Platz.

### Charts und Chartplatzierungen
Never Forget erreichte erstmals am 7. August 1995 auf Rang 16 die deutschen Singlecharts. Seine beste Platzierung gelang dem Lied am 21. August 1995 mit Rang zehn. Die Single konnte sich eine Woche in den Top 10 sowie 16 Wochen in den Top 100 platzieren. Es wurde zum elften Charthit für Take That in Deutschland sowie zum dritten Top-10-Hit nach Babe und Back for Good. Im Vereinigten Königreich stieg die Single am 30. Juli 1995 auf Rang eins und avancierte zum siebten Nummer-eins-Hit der Band. Darüber hinaus avancierte das Stück zum Nummer-eins-Hit in Irland und Spanien sowie zum Top-10-Hit in Belgien, Finnland, den Niederlanden und der Schweiz.
| ChartsChartplatzierungen     | Höchstplatzierung | Wochen |
| ---------------------------- | ----------------- | ------ |
| Deutschland (GfK)            | 10 (16 Wo.)       | 16     |
| Österreich (Ö3)              | 17 (9 Wo.)        | 9      |
| Schweiz (IFPI)               | 6 (14 Wo.)        | 14     |
| Vereinigtes Königreich (OCC) | 1 (19 Wo.)        | 19     |

| ChartsJahrescharts (1995)    | Platzierung |
| ---------------------------- | ----------- |
| Deutschland (GfK)            | 74          |
| Schweiz (IFPI)               | 50          |
| Vereinigtes Königreich (OCC) | 27          |

### Auszeichnungen für Musikverkäufe
| Land/Region                  | Auszeichnungen für Musikverkäufe (Land/Region, Auszeichnung, Verkäufe) | Verkäufe |
| ---------------------------- | ---------------------------------------------------------------------- | -------- |
| Vereinigtes Königreich (BPI) | Platin                                                                 | 600.000  |
| Insgesamt                    | 1× Platin ·                                                            | 600.000  |